# Piotr Marecki
Piotr Marecki (ur. 1976) – polski pisarz, redaktor, wydawca, kulturoznawca, doktor habilitowany nauk humanistycznych. Pracuje jako profesor na Uniwersytecie Jagiellońskim, gdzie zajmuje się mediami cyfrowymi. Tworzy literaturę eksperymentalną, m.in. boty, generatory tekstu, poezję flarf, gry.

## Życiorys
Absolwent polonistyki i filmoznawstwa Uniwersytetu Jagiellońskiego. W 2007 obronił doktorat w zakresie nauk humanistycznych (specjalność filmoznawstwo) na Wydziale Zarządzania i Komunikacji Społecznej Uniwersytetu Jagiellońskiego, broniąc pracy pt. Czycz i kino. Literatura Stanisława Czycza jako inspiracja dla twórczości filmowej. W 2019 habilitował się tamże na podstawie rozprawy pt. Między kartką a ekranem. Cyfrowe eksperymenty z medium książki w Polsce. Profesor uczelni w katedrze Kultury Współczesnej Instytutu Kultury UJ, były wykładowca w Państwowej Wyższej Szkole Filmowej, Teatralnej i Telewizyjnej w Łodzi. Był profesorem wizytującym na amerykańskich uczelniach (m.in. MIT, Uniwersytet Kolorado w Boulder, Uniwersytet w Rochester). Na Uniwersytecie Jagiellońskim prowadzi UBU lab, jednostkę naukową zajmującą się kulturą cyfrową. Stypendysta Programu Fulbrighta. 
Współtwórca i redaktor naczelny interdyscyplinarnego magazynu o nowej kulturze Ha!art (od 1999), wydawca (m.in. Mariana Pankowskiego, Sławomira Shutego, Michała Witkowskiego, Olgi Hund, Ziemowita Szczerka), organizator festiwali literackich i sesji naukowych, Prezes Zarządu Fundacji Korporacja Ha!art. 
Zajmuje się przede wszystkim kulturą cyfrową (przede wszystkim literaturą elektroniczną i demosceną), współczesną literaturą, a także kulturą niezależną, subwersywną, marginesową, eksperymentalnym pisarstwem. Publikuje w książkach zbiorowych oraz czasopismach naukowych m.in. w Lampie, Kwartalniku Filmowym, Tekstach Drugich, Digital Scholarship in the Humanities, pisał felietony o tematyce kulturalnej do Gazety Wyborczej w Krakowie i „Przekroju”. Współautor głośnej antologii o młodej literaturze polskiej Tekstylia (2002), redaktor słownika młodej polskiej kultury Tekstylia bis (2006), redaktor książek o liternecie (2002, 2003), autor tomu Pospolite ruszenie (2005) o polskich czasopismach kulturalnych ukazujących się po 1989 roku oraz „historii mówionej” polskiego kina niezależnego (2009).
Ponadto Piotr Marecki przeprowadził wywiady-rzeki z Andrzejem Żuławskim (2008, wspólnie z Piotrem Kletowskim), Grzegorzem Królikiewiczem (2010), Piotrem Szulkinem (2012) i Andrzejem Barańskim (2009). W książce Paktofonika. Przewodnik Krytyki Politycznej Macieja Pisuka znalazł się wywiad z autorem przeprowadzony przez Mareckiego.
W 2004 roku Michał Zadara nakręcił film offowy pt. „Marecki”, w którym portretuje krakowskie środowisko artystyczne (w filmie wystąpili literaci i aktorzy m.in. Sławomir Shuty, Jaś Kapela, Maciej Kaczka, Barbara Wysocka i Tomasz Kot).
W swoich eksperymentach angażuje platformy współczesnego kapitalizmu (Google, Twitter, Amazon, Instagram) do celów twórczych. 
W kwietniu 2007 został laureatem nagrody Krakowska Książka Miesiąca za publikację Tekstylia bis. Słownik młodej polskiej kultury. 
W 2020 roku wydał kontrowersyjną i bestsellerową „Polskę przydrożną”. 
Wychował się w Trzcinicy na Podkarpaciu, obecnie mieszka w Krakowie.

## Publikacje

### Książki, utwory cyfrowe
- Pospolite ruszenie. Czasopisma kulturalno-literackie w Polsce po 1989 roku (Kraków 2005, ISBN 83-89911-31-0)
- Kino niezależne w Polsce 1989–2009. Historia mówiona (Warszawa 2009, ISBN 978-83-61006-17-6)
- Żuławski. Przewodnik Krytyki Politycznej (wywiad rzeka, wspólnie z Piotrem Kletowskim, Warszawa 2008, ISBN 978-83-61006-38-1)
- Barański. Przewodnik Krytyki Politycznej (Warszawa 2009 ISBN 978-83-61006-15-2)
- Każdy inny. Wspomnienia o Jasiu Stoberskim (Kraków 2010 ISBN 978-83-61407-90-4)
- Królikiewicz. Pracuję dla przyszłości (wywiad rzeka, wspólnie z Piotrem Kletowskim, Kraków 2010)
- Nam wieczna w polszczyźnie rozróba. Marian Pankowski mówi (Kraków 2011)
- Czycz i kino, czyli przyliteracki status polskiego kina (Kraków 2011)
- Literatura polska po 1989 roku w świetle teorii Pierrre'a Bourdieu. Raport (Kraków 2014, razem z Grzegorzem Jankowiczem, Janem Sową, Alicją Pałęcką i Tomaszem Warczokiem)
- Wiersze za sto dolarów (Kraków 2017)
- Sezon grzewczy (Kraków 2018)
- Robbo. Solucja (Kraków 2018)
- Niepodległa Google (Kraków 2018)
- Zmierzch. Niedokończona przeróbka (program demonstracyjny, premiera na Silly Venture 2018)
- Gatunki cyfrowe (Kraków 2018)
- Między kartką a ekranem. Cyfrowe eksperymenty z medium książki w Polsce (Kraków 2018)
- Cenzobot (Kraków 2019)
- Deszczownik (gra, razem z Tbxx, Kazem i Pinokiem)
- Praktyka i eksperyment. Laboratoryjny model humanistyki (Kraków 2019)
- Demoscena ZX Spectrum (Kraków 2019, razem z Yerzmyeyem i Robertem Hellbojem Straką)
- Oni migają tymi kolorami w sposób profesjonalny. Narodziny gamedevu z ducha demosceny w Polsce (Kraków 2020, razem z Tomaszem TDC Cieślewiczem)
- Polska przydrożna (Czarne, Wołowiec 2020 ISBN 978-83-8049-998-0)
- To nie jest Polska (Kraków 2021, z Reginą Mynarską i Kamilą Albin)
- Romantika (Czarne, Wołowiec 2021)

### Redaktor prac zbiorowych
- Tekstylia. O rocznikach siedemdziesiątych (red. wspólnie z Michałem Witkowskim i Igorem Stokfiszewskim, Kraków 2002, ISBN 83-88957-14-7)
- Liternet. Literatura i internet (red., Kraków 2002, ISBN 83-88668-39-0),
- Liternet.pl (red., Kraków 2003, ISBN 83-88668-65-X)
- Nowe nawigacje II. Azja-cyberpunk-kino niezależne (red. wspólnie z Piotrem Kletowskim, Kraków 2003, ISBN 83-88668-38-2)
- Tekstylia bis. Słownik młodej polskiej kultury (red. Kraków 2006, ISBN 978-83-89911-43-8)
- Traktat o życiu Krzysztofa Niemczyka na użytek młodych pokoleń (red. wspólnie z Anną Ptaszkowską i Marcinem Hernasem, Kraków 2007, ISBN 978-83-89911-42-1)
- Kino polskie 1989–2009. Historia krytyczna (red. wspólnie z Agnieszką Wiśniewską, Warszawa 2010, ISBN 978-83-61006-15-2)
- Literatura polska 1989–2009. Przewodnik (Kraków 2010, ISBN 978-83-62574-13-1)
- Kultura niezależna w Polsce 1989–2009 (Kraków 2010, ISBN 978-83-62574-10-0)
- Hiperteksty literackie. Literatura i nowe media (red. wspólnie z Mariuszem Pisarskim, Kraków 2011, ISBN 978-83-62574-09-4)
- Restart zespołów filmowych, Film Units: Restart (red. wspólnie z Marcinem Adamczakiem i Marcinem Malatyńskim, Kraków-Łódź 2012)
- Literatura polska po 1989 roku w świetle teorii Pierrre'a Bourdieu. Podręcznik (Kraków 2015, razem z Grzegorzem Jankowiczem i Michałem Sowińskim)

### Tłumaczenia
- Nick Montfort, Zegar światowy (Kraków 2014)
- Alfred Jarry, Ubu Król (Kraków 2015, razem z Aleksandrą Małecką)
- Steve Zultanski, Interes, (Kraków 2016)
- Shiv Kotecha, Namaluj Popka (Kraków 2017)